# 뇌종양
뇌종양(腦腫瘍, 영어: brain tumor, 의학: encephaloma)은 두개골 안에서 만들어지는 종양으로, 뇌나 척주관 안의 종양을 두루 가리키며 뇌질과 뇌막에 발생하는 종양의 총칭이다.
이는 뇌세포에서 자란 종양 및 혈관을 비롯 신경, 뇌막 등에서 발생하여 두개골 내에서 발육하는 신생물을 모두 포괄한다. 증상은 발생 부위에 따라 다른데, 보편적으로 두통, 구토, 팔다리의 운동 이상(경련, 마비), 시각 장애 증세를 보인다. CT 및 X레이 촬영과 뇌외과, 방사선요법의 발달로 치료 성과는 날로 좋아지고 있다.
뇌에 혹이 생기는 병. 뇌에 생기는 악성종양은 뇌암이라고 부르기도 한다.

## 같이 보기
- 뇌졸중